# Pleurothallis cubitoria
Pleurothallis cubitoria är en orkidéart som beskrevs av Carlyle August Luer. Pleurothallis cubitoria ingår i släktet Pleurothallis och familjen orkidéer. Inga underarter finns listade i Catalogue of Life.